# Astragalus alaarczensis
Astragalus alaarczensis är en ärtväxtart som beskrevs av I.T. Vassilczenko. Astragalus alaarczensis ingår i släktet vedlar, och familjen ärtväxter. Inga underarter finns listade i Catalogue of Life.